# Geest

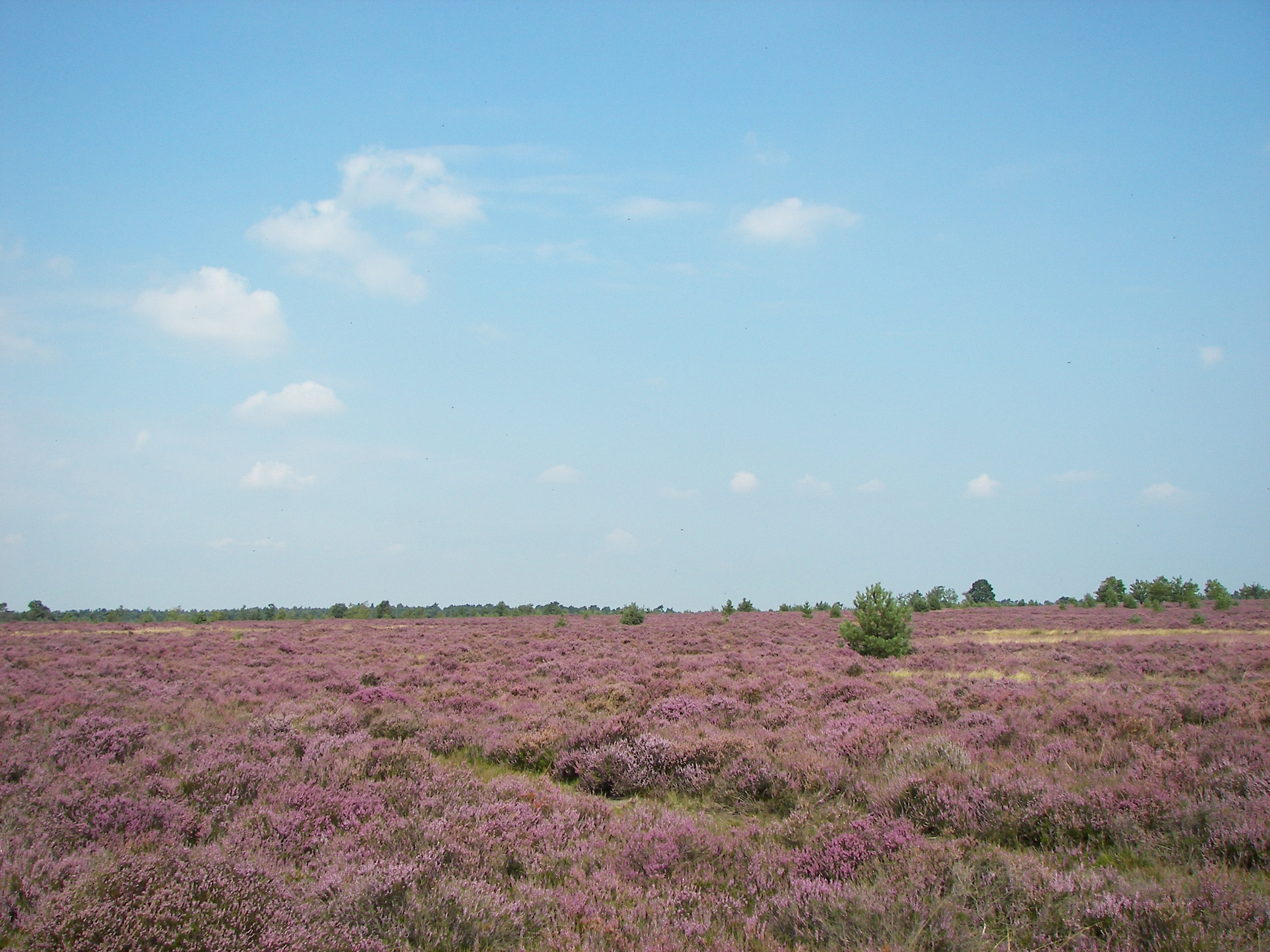
La lande de Lunebourg (au sud de Hambourg) est un paysage typique du Geest.

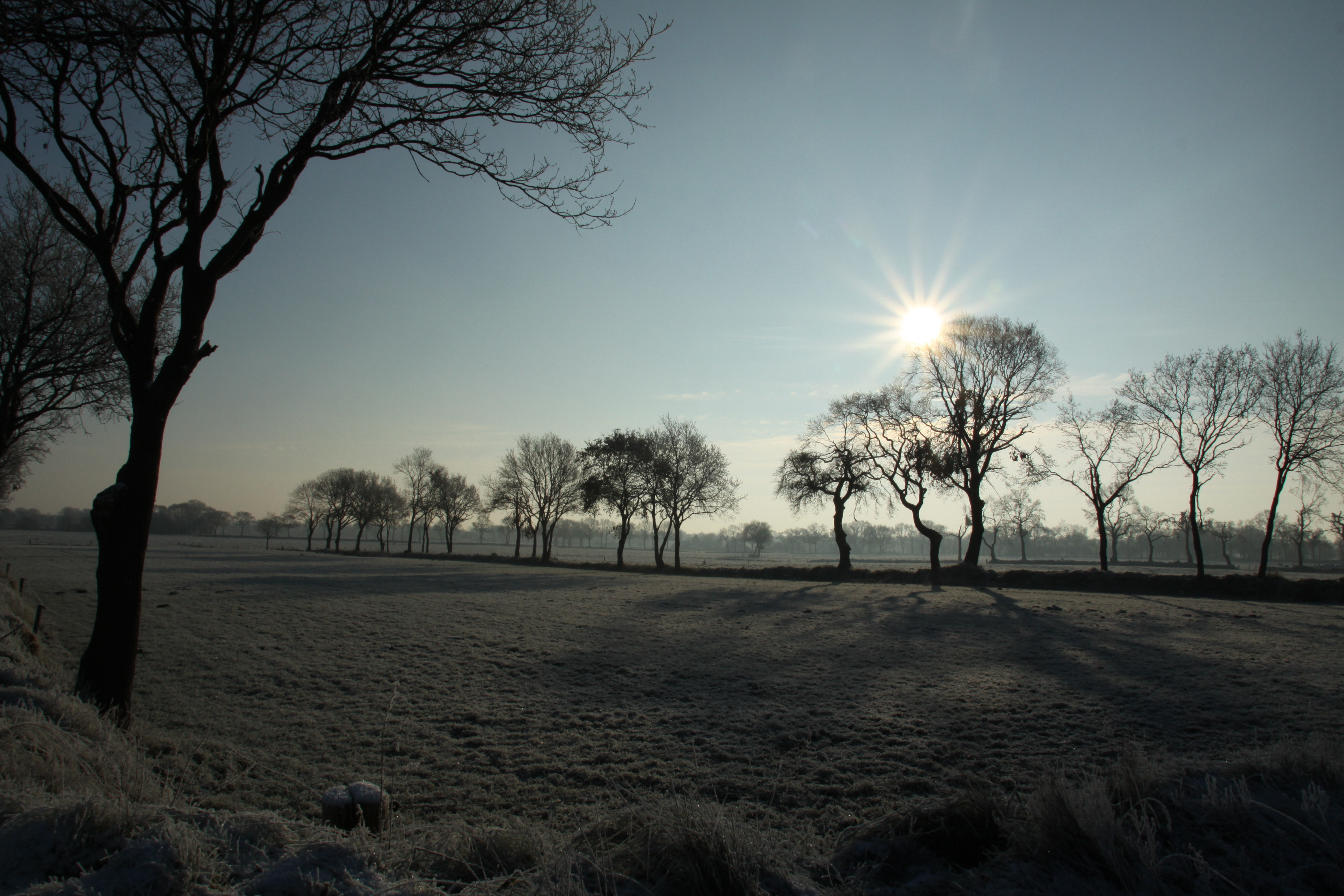
Bocage de geest près de Jever (Frise-Orientale).

Le geest (ou Geestland en allemand, mais souvent utilisé en français) désigne un paysage typique du nord de l'Allemagne, des Pays-Bas et du Danemark ; ou encore une partie de ce paysage dans un sens plus scientifique en géologie. Le geest est le plus souvent un paysage ouvert, couvert de landes, reposant sur des terres peu fertiles et sabloneuses.

## Géologie
Le geest se caractérise par des terrains légèrement vallonnés et sablonneux, composés de dépôts laissés après la dernière ère glaciaire (sable, graviers, glaises et éboulis).
Les geestlands sont constitués de moraines et de sandars. Ils sont presque toujours situés à proximité des marschen et sont plus élevés, donc mieux protégés contre les inondations. Cependant, par rapport au marschen, la pauvreté des sols n'est pas favorable à l'agriculture. Lorsque les franges d'un geest atteignent directement la mer, le littoral prend souvent la forme de dunes de sable.

## Histoire
Les plus anciennes colonies de peuplement dans le nord de l'Allemagne et le Danemark se situaient sur un geestland, car il offre une meilleure protection contre les ondes de tempête. Aujourd'hui, plusieurs importantes agglomérations sont situées sur la frontière entre geestlands et marschen, où les gens peuvent jouir de la protection des inondations, tout en bénéficiant d'un sol fertile pour l'agriculture.

## Étymologie
En bas allemand, gest signifie sec et est employé en l'occurrence au sens d'infertile. Une inflexion du même terme, güst, qualifie le bétail qui ne donne plus de lait.

## Exemples degeests
- Haut Geest
- Geest de Cloppenburg
- Geest de Wildeshausen
- Lande de Lunebourg